# Список министров обороны Латвии
Данный список представляет глав Министерства обороны Латвии и учреждений выполнявших соответствующие функции. Охватывает исторический период со времён образования Латвийской Республики в 1918 году по настоящее время.

## (1918—1940)
|    | Имя                             | Дата вступления в должность | Дата снятия с должности | Партия                                       |
| 1  | Янис Залитис                    | 19 ноября 1918              | 13 июля 1919            | Латвийская радикал-демократическая           |
| 2  | Давидс Симансонс                | 14 июля 1919                | 10 сентября 1919        | беспартийный                                 |
| 3  | Карлис Улманис                  | 11 сентября 1919            | 11 июня 1920            | Латышский крестьянский союз                  |
| 4  | Эрик Фелдманис                  | 12 июня 1920                | 15 декабря 1920         | Латышский крестьянский союз                  |
| 5  | Янис Голдманис                  | 16 декабря 1920             | 18 июня 1921            | Латышский крестьянский союз                  |
| 6  | Густавс Земгалс                 | 19 июня 1921                | 26 января 1923          | Латвийская рабочая партия                    |
| 7  | Янис Дуценс                     | 27 января 1923              | 26 января 1924          | Латышский крестьянский союз                  |
| 8  | Фрицис Биркенштейнс             | 27 января 1924              | 23 июля 1924            | беспартийный                                 |
| 9  | Юлийс Арайс                     | 24 июля 1924                | 18 декабря 1924         | Демократический центр                        |
| 10 | Рудольф Бангерский              | 19 декабря 1924             | 23 декабря 1925         | беспартийный                                 |
|    | Янис Голдманис (во 2-й раз)     | 24 декабря 1925             | 6 мая 1926              | Латышский крестьянский союз                  |
| 11 | Эдуард Калныньш                 | 19 мая 1926                 | 18 декабря 1926         | беспартийный                                 |
|    | Рудольф Бангерский (во 2-й раз) | 19 декабря 1926             | 23 января 1928          | беспартийный                                 |
|    | Эдуард Калныньш (во 2-й раз)    | 24 января 1928              | 30 ноября 1928          | беспартийный                                 |
| 12 | Антон Озолс                     | 1 декабря 1928              | 9 декабря 1929          | Христианский национальный союз               |
| 13 | Эдуардс Лайминьш                | 10 декабря 1929             | 19 декабря 1929         | Латышский крестьянский союз                  |
| 14 | Мартиньш Вациетис               | 20 декабря 1929             | 26 марта 1931           | беспартийный                                 |
|    | Эдуардс Лайминьш (во 2-й раз)   | 27 марта 1931               | 5 декабря 1931          | Латышский крестьянский союз                  |
| 15 | Янис Балодис                    | 6 декабря 1931              | 5 апреля 1940           | Латышский крестьянский союз (до 15 мая 1934) |
| 15 | Янис Балодис                    | 6 декабря 1931              | 5 апреля 1940           | беспартийный (после 15 мая 1934)             |
| 16 | Кришьянис Беркис                | 6 апреля 1940               | 20 июня 1940            | беспартийный                                 |
| 17 | Роберт Дамбитис                 | 21 июня 1940                | 21 июля 1940            | беспартийный                                 |

## (с 1991)
|    | Имя                         | Дата вступления в должность | Дата снятия с должности | Партия                                                                                                   |
| 1  | Талавс Юндзис               | 19 ноября 1991              | 3 августа 1993          | Народный фронт Латвии                                                                                    |
| 2  | Валдис Павловскис           | 3 августа 1993              | 19 сентября 1994        | Латвийский путь                                                                                          |
| 3  | Янис Арведс Трапанс         | 19 сентября 1994            | 23 мая 1995             | беспартийный                                                                                             |
| 4  | Андрей Крастиньш            | 21 декабря 1995             | 12 мая 1997             | Латвийское национальное движение за независимость                                                        |
|    | Талавс Юндзис (во 2-й раз)  | 6 июня 1997                 | 27 октября 1998         | Христианско-демократический союз (до 7 августа 1997) Христианская народная партия (после 7 августа 1997) |
| 5  | Гиртс Валдис Кристовскис    | 26 ноября 1998              | 9 марта 2004            | Отечеству и свободе/ДННЛ                                                                                 |
| 6  | Атис Слактерис              | 9 марта 2004                | 2 декабря 2004          | Народная партия                                                                                          |
| 7  | Эйнарс Репше                | 2 декабря 2004              | 23 декабря 2005         | Новое время                                                                                              |
| 8  | Линда Мурниеце              | 5 января 2006               | 7 апреля 2006           | Новое время                                                                                              |
|    | Атис Слактерис (во 2-й раз) | 8 апреля 2006               | 20 декабря 2007         | Народная партия                                                                                          |
| 9  | Винет Велдре                | 20 декабря 2007             | 12 марта 2009           | Народная партия                                                                                          |
| 10 | Имантс Лиегис               | 12 марта 2009               | 3 ноября 2010           | Гражданский союз                                                                                         |
| 11 | Артис Пабрикс               | 3 ноября 2010               | 22 января 2014          | Единство (Общество за другую политику) (до 6 августа 2011) Единство (после 6 августа 2011)               |
| 12 | Раймондс Вейонис            | 22 января 2014              | 7 июля 2015             | Союз зелёных и крестьян (Латвийская зелёная партия)                                                      |
| 13 | Раймондс Бергманис          | 7 июля 2015                 | 23 января 2019          | Союз зелёных и крестьян (Латвийская зелёная партия)                                                      |
|    | Артис Пабрикс (во 2-й раз)  | 23 января 2019              | 14 декабря 2022         | «Развитию/За!»                                                                                           |
| 14 | Инара Мурниеце              | 14 декабря 2022             | 15 сентября 2023        | Национальное объединение «Всё для Латвии!» — «Отечеству и свободе/ДННЛ»                                  |
| 15 | Андрис Спрудс               | 15 сентября 2023            |                         | Прогрессивные                                                                                            |